# Veronika Vítková
Veronika Vítková (Vrchlabí, 8 december 1988) is een Tsjechische biatlete. Ze vertegenwoordigde haar vaderland op de Olympische Winterspelen 2010 in Vancouver.

## Carrière
Vítková maakte haar wereldbekerdebuut in december 2006 in Hochfilzen. Haar eerste wereldbekerpunten scoorde ze met een veertiende plaats op de 15 kilometer individueel op de wereldkampioenschappen biatlon 2008 in Östersund. In Pyeongchang nam de Tsjechische deel aan de wereldkampioenschappen biatlon 2009. Op dit toernooi eindigde ze als tiende op de 10 kilometer achtervolging, tevens haar eerste toptienklassering in een wereldbekerwedstrijd. Later in het toernooi eindigde ze als vijfde op de 15 kilometer individueel en als tiende op de 12,5 kilometer massastart. Tijdens de Olympische Winterspelen van 2010 in Vancouver was de 24e plaats op de 10 kilometer sprint Vítková's beste resultaat.
Op de wereldkampioenschappen biatlon 2011 in Chanty-Mansiejsk behaalde ze met de achtste plaats op de 15 kilometer individueel opnieuw een toptienklassering op een WK. De wereldkampioenschappen biatlon 2012 in Ruhpolding waren voor Vítková met een veertiende plaats op de 12,5 kilometer achtervolging en een vijftiende plaats op de 15 kilometer individueel iets minder succesvol. In januari 2013 stond ze in Oberhof voor de eerste maal in haar carrière op het podium van een wereldbekerwedstrijd. In Nové Město nam de Tsjechische, voor eigen publiek, deel aan de wereldkampioenschappen biatlon 2013. Op dit toernooi veroverde ze samen met Gabriela Soukalová, Jaroslav Soukup en Ondřej Moravec de bronzen medaille in de gemengde estafette.

## Resultaten

### Olympische Spelen
| Jaar | Plaats    | Resultaten                                                                          |
| ---- | --------- | ----------------------------------------------------------------------------------- |
| 2010 | Vancouver | 68e 15 km individueel 24e 10 km sprint 37e 10 km achtervolging 16e 4x6 km estafette |

### Wereldkampioenschappen
| Jaar | Plaats           | Resultaten |
| ---- | ---------------- | --- |
| 2008 | Östersund        | 14e 15 km individueel 57e 7,5 km sprint 16e 4x6 km estafette 12e Gemengde estafette                                               |
| 2009 | Pyeongchang      | 5e 15 km individueel 18e 7,5 km sprint 10e 10 km achtervolging 10e 12,5 km massastart 12e 4x6 km estafette                        |
| 2011 | Chanty-Mansiejsk | 8e 15 km individueel 55e 7,5 km sprint 34e 10 km achtervolging 30e 12,5 km massastart 12e 4x6 km estafette 11e Gemengde estafette |
| 2012 | Ruhpolding       | 15e 15 km individueel 25e 7,5 km sprint 18e 10 km achtervolging 14e 12,5 km massastart 10e 4x6 km estafette 8e Gemengde estafette |
| 2013 | Nové Město       | Gemengde estafette |

### Wereldbeker
Eindklasseringen
| Seizoen   | Algemeen | Individueel | Sprint | Achtervolging | Massastart |
| --------- | -------- | ----------- | ------ | ------------- | ---------- |
| 2007/2008 | 59e      | 31e         | -      | -             | -          |
| 2008/2009 | 36e      | 33e         | 44e    | 37e           | 34e        |
| 2009/2010 | 63e      | 62e         | 56e    | 71e           | -          |
| 2010/2011 | 43e      | 55e         | 46e    | 45e           | 50e        |
| 2011/2012 | 25e      | 36e         | 24e    | 24e           | 21e        |
| 2012/2013 | 16e      | 27e         | 23e    | 15e           | 17e        |
| 2013/2014 | 9e       | 13e         | 7e     | 7e            | 12e        |
| 2014/2015 | 4e       | Brons       | Brons  | 9e            | 10e        |
| 2015/2016 | 8e       | 6e          | 7e     | 8e            | 9e         |
| 2016/2017 | 25e      | 34e         | 28e    | 22e           | 20e        |
| 2017/2018 | 8e       | 7e          | 5e     | 12e           | 18e        |

Wereldbekerzeges
| Nr.         | Datum            | Plaats           | Onderdeel          |
| Individueel | Individueel      | Individueel      | Individueel        |
| ----------- | ---------------- | ---------------- | ------------------ |
| 1.          | 9 januari 2015   | Oberhof          | 7,5 km sprint      |
| Estafettes  |                  |                  |                    |
| 1.          | 24 november 2013 | Östersund        | Gemengde estafette |
| 2.          | 7 januari 2015   | Oberhof          | 4x6 km estafette   |
| 3.          | 14 januari 2015  | Ruhpolding       | 4x6 km estafette   |
| 4.          | 15 februari 2015 | Oslo             | 4x6 km estafette   |
| 5.          | 5 maart 2015     | Kontiolahti (WK) | Gemengde estafette |